# Sapium
Sapium é um género botânico pertencente à família Euphorbiaceae. Popularmente, recebe os nomes de curupitã, árvore-de-leite e murupita. O gênero é nativo das regiões tropicais, principalmente das Américas. As flores formam espigas. Os frutos são pequenas cápsulas.

## Etimologia
Estas espécies foram cultivadas historicamente para a produção de sabão a partir do óleo de suas sementes. Daí a origem do nome do género: sapium.
"Curupitã" originou-se do termo tupi kurupi'tá. "Árvore-de-leite" é uma referência ao látex produzido pelas glândulas localizadas no ápice e na base das folhas e do qual se produz borracha de boa qualidade. "Murupita" originou-se do tupi muru'pita.

## Sinonímia
- Carumbium Kurz
- Gymnobothrys Wall. ex Baill.
- Sapiopsis Müll.Arg.
- Seborium Raf.
- Shirakiopsis Esser
- Stillingfleetia Bojer
- Taeniosapium Müll.Arg.

## Principais espécies
Este gênero é composto por 247 espécies. As principais são:
- Sapium aucuparium
- Sapium bolivianum
- Sapium glandulatum
- Sapium haematospermum
- Sapium jamaicense
- Sapium japonicum
- Sapium laurocerasum
- Sapium longifolium
- Sapium montevidense
- Sapium sebiferum
- Sapium sellowianum

## Lista completa das espécies
- S. acetosella
- S. acuparium
- S. acutifolium
- S. adenodon
- S. africanum
- S. alainianum
- S. albomarginatum
- S. allenii
- S. anadenum
- S. angulatum
- S.
- S.
- S.
- S.
- S.
- S.
- S.
- S.
- S.
- S.
- S.
- S.
- S.
- S.
- S.
- S.
- S.
- S.
- S.
- S.
- S.
- S.
- S.
- S.
- S.
- S.
- S.
- S.
- S.
- S.
- S.
- S.
- S.
- S.
- S.
- S.
- S.
- S.
- S.
- S.
- S.
- S.
- S.
- S.
- S.
- S.
- S.
- S.
- S.
- S.
- S.
- S.
- S.
- S.
- S.
- S.
- S.
- S.
- S.
- S. ellipticum
- S.
- S.
- S.
- S.
- S.
- S.
- S.
- S.
- S.
- S.
- S.
- S.
- S.
- S. guatemalense
- S.
- S.
- S.
- S.
- S.
- S.
- S.
- S.
- S.
- S.
- S.
- S.
- S.
- S. hookeri
- S.
- S.
- S.
- S.
- S.
- S.
- S.
- S.
- S.
- S.
- S.
- S.
- S.
- S.
- S.
- S.
- S.
- S.
- S.
- S.
- S.
- S.
- S.
- S.
- S.
- S.
- S.
- S.
- S.
- S.
- S.
- S.
- S.
- S.
- S.
- S.
- S.
- S.
- S.
- S.
- S.
- S.
- S.
- S.
- S.
- S.
- S.
- S.
- S.
- S.
- S.
- S.
- S.
- S.
- S.
- S.
- S. myricifolium
- S. myrmecophilum
- S.
- S.
- S.
- S.
- S.
- S.
- S.
- S.
- S.
- S.
- S.
- S.
- S.
- S.
- S.
- S.
- S.
- S.
- S.
- S.
- S.
- S.
- S. peloto
- S.
- S.
- S.
- S.
- S.
- S.
- S.
- S. poggei
- S.
- S.
- S.
- S.
- S.
- S.
- S.
- S.
- S.
- S.
- S.
- S.
- S.
- S.
- S.
- S.
- S. sanchezii
- S.
- S.
- S.
- S.
- S.
- S.
- S.
- S.
- S.
- S. solisii
- S.
- S.
- S.
- S.
- S.
- S.
- S.
- S.
- S.
- S.
- S.
- S.
- S.
- S.
- S.
- S.
- S.
- S.
- S.
- S.
- S.
- S.
- S.
- S.
- S.
- S. tuerckheimianum
- S.
- S.
- S.
- S.
- S.
- S.
- S.

## Nome e referências
Sapium Jacq